# Huneric
Huneric o Hunneric (Ὁνώριχος) fou rei dels vàndals d'Àfrica des del 477 al 484. Era fill de Genseric, a qui va succeir a la seva mort el 477.
Es va casar amb una filla de Teodoric I, però més tard va ambicionar casar-se amb Eudòxia, filla de l'emperador Valentinià III i va acusar la filla de Teodoric de planificar matar-lo, i en el 444 va ser mutilada, tallant-se-li les orelles i el nas, i és enviada de nou al seu pare. Aquesta acció va causar enemistat entre els visigots i els vàndals. Es va casar amb Eudòxia, ostatge dels vàndals des del saqueig de Roma. Durant el seu regnat les fonts generalment catòliques diuen que va perseguir als catòlics (el rei era Arrià).
Va morir de malaltia el 484 i el va succeir Guntamund.